# De Smurfen 2
De Smurfen 2 is een Amerikaanse komische live-action/animatie familiefilm in 3D uit 2013 en is het vervolg op de film De Smurfen uit 2011. De film is geregisseerd door Raja Gosnell en is gebaseerd op het universum van striptekenaar Peyo. Net als de eerste film werd De Smurfen 2 gesuperviseerd door Nine, Véronique en Thierry Culliford, respectievelijk de weduwe, dochter en zoon van Peyo.

## Verhaal
Als Gargamel de Stouterds creëert (Smurfachtige wezens), hoopt hij daar mee de magische Smurfessentie te kunnen benutten. Wanneer Gargamel ontdekt dat het niet werkt, wordt Smurfin ontvoerd omdat zij de geheime spreuk kent. Als Gargamel met Smurfin naar Parijs gaat, gaan de Smurfen met hulp van Patrick, Grace en Victor op zoek naar Smurfin.

## Rolverdeling
| Personage                | Acteur                          | Nederlandse stemmen   | Vlaamse stemmen    |
| ------------------------ | ------------------------------- | --------------------- | ------------------ |
| Gargamel                 | Hank Azaria                     | Tygo Gernandt         | Marc Lauwrys       |
| Patrick Winslow          | Neil Patrick Harris             | Huub Dikstaal         | Kevin Janssens     |
| Grace Winslow            | Jayma Mays                      | Lottie Hellingman     | Kristien Maes      |
| Victor Doyle             | Brendan Gleeson                 | Leo Richardson        | Jakob Beks         |
| Azrael                   | Mr. Krinkle Frank Welker (stem) | Ewout Eggink          | Govert Deploige    |
| Grote Smurf              | Jonathan Winters                | Jack Wouterse         | Anton Cogen        |
| Smurfin                  | Katy Perry                      | Kim-Lian van der Meij | Clara Cleymans     |
| Klungelsmurf             | Anton Yelchin                   | Sascha Visser         | Gilles De Schryver |
| Moppersmurf              | George Lopez                    | Johnny Kraaijkamp jr. | Frank Hoelen       |
| Hippe Smurf              | John Oliver                     | Paul Disbergen        | Showbizz Bart      |
| Vexy                     | Christina Ricci                 | Leona Philippo        | Eline De Munck     |
| Hackus                   | J.B. Smoove                     | Humberto Tan          | Jenne Decleir      |
| Brilsmurf                | Fred Armisen                    | Florus van Rooijen    | Stijn Meuris       |
| Potige Smurf             | Gary Basaraba                   | Fred Meijer           | ...                |
| McSmurf                  | Alan Cumming                    | Frans Limburg         | ...                |
| Verteller Smurf          | Tom Kane                        | Giel Beelen           | ...                |
| Lolsmurf                 | Paul Reubens                    | Dieter Jansen         | ...                |
| Paniek Smurf             | Adam Wylie                      | Just Meijer           | ...                |
| Smulsmurf                | Kenan Thompson                  | Fernando Halman       | ...                |
| Party Planner Smurf      | Kevin Lee                       | Paul Turner           | ...                |
| Passief-Agressieve Smurf | Jimmy Kimmel                    | ...                   | ...                |
| Social Smurf             | Mario Lopez                     | Boyan van der Heijden | ...                |
| Boerensmurf              | Joel McCrary                    | ...                   | ...                |
| Bakkersmurf              | B.J. Novak                      | ...                   | ...                |
| Knutselsmurf             | Jeff Foxworthy                  | Thijs van Aken        | ...                |
| Smooth Smurf             | Shaquille O'Neal                | ...                   | ...                |
| Onwetende Smurf          | Shaun White                     | ...                   | ...                |
| Gekke Smurf              | John Kassir                     | Dieter Jansen         | ...                |
| Blue Winslow             | Jacob Tremblay                  | Benjamin Tan          | ...                |

## Achtergrond
Sony Pictures Animation kondigde in augustus 2011 aan dat er een vervolgfilm zal komen op De Smurfen. De filmproductie begon medio april 2012. De opnames vonden onder meer plaats in Montreal in Canada en Parijs in Frankrijk. De wereldpremière van de film was in Westwood (Californië) op 28 juli 2013.

## Ontvangst
De filmrecensiesite Rotten Tomatoes geeft een waardering van 14% aan. De consensus van de website geeft aan dat De Smurfen 2 een film is die kleine kinderen zou amuseren, maar verder een weinig ambitieuze of betoverende collectie slapstick-grapjes en oneliners is. Met deze waardering staat de film op nummer 16 op de lijst van slechtst gerecenseerde films van 2013. Metacritic berekend een score van 34 van de 100, gebaseerd op dertig recensies.
Een van de zeldzame positieve recensies is die van Gregg Turkington van On Cinema. Hij gaf de film 5 bags of popcorn, en stelde dat Jonathan Winters een Oscar voor zijn rol (Grote Smurf) in de film verdiende; volgens Turkington is dit Winters "beste rol in zijn hele carrière".